# Lancia Aprilia
Der Lancia Aprilia war ein Automobil des Herstellers Lancia. Er wurde von 1937 bis 1949 in einer Stückzahl von 27.636 Fahrzeugen produziert. Angeboten wurde der Wagen als viertürige Limousine sowie als Coupé verschiedener externer Karosseriebauer, 7554 „Aprilias“ insgesamt Coupés.
Der Aprilia blieb ohne klaren Nachfolger. Der Lancia Ardea, der 1939 vorgestellt worden war und bis 1953 produziert wurde, war deutlich kleiner, der 1950 eingeführte Lancia Aurelia war größer als der Aprilia. Erst 1960 erschien mit dem Lancia Flavia wieder ein Wagen vergleichbarer Größe.

## Geschichte
Die Karosserie des Wagens wurde im Windkanal des Politecnico di Torino getestet und nach den daraus gezogenen Erkenntnissen optimiert. Vorgestellt wurde das Modell 1937. Es war das letzte Fahrzeug, das unter der Beteiligung von Vicenzo Lancia entwickelt worden war. Anfangs liefen die Verkäufe nur schleppend, da die Innovationen wie die angetriebene Längslenker-Hinterachse eher Vorbehalte weckten. Erst nachdem sich keine Probleme gezeigt hatten, stiegen die Verkaufszahlen.
Obwohl Italien von 1924 bis 1926 von Linksverkehr auf Rechtsverkehr umgestellt hatte, wurde das Fahrzeug weiterhin als Rechtslenker hergestellt.

## Produktionszahlen
| Jahr      | Stückzahl |
| --------- | --------- |
| 1937      | 5.128     |
| 1938      | 6.142     |
| 1939      | 4.591     |
| 1940      | 1.288     |
| 1941      | 967       |
| 1942      | 395       |
| 1943      | 82        |
| 1944      | 6         |
| 1945      | 85        |
| 1946      | 1.310     |
| 1947      | 1.956     |
| 1948      | 2.663     |
| 1949      | 2.995     |
| diff. Za  | 29        |
| Insgesamt | 27.637    |

Die Produktion wurde auch während des Zweiten Weltkriegs fortgesetzt, sank aber in den Jahren 1943 bis 1945 auf wenige Exemplare ab.
Hauptkonkurrent auf dem italienischen Markt war während der gesamten Produktionszeit der Fiat 1500.

## Trivia
In den Comic-Abenteuern von Tim und Struppi kommt ein Lancia Aprilia in „Im Reiche des Schwarzen Goldes“ (und später das Nachfolgemodell Lancia Aurelia in „Der Fall Bienlein“) vor.

## Abbildungen

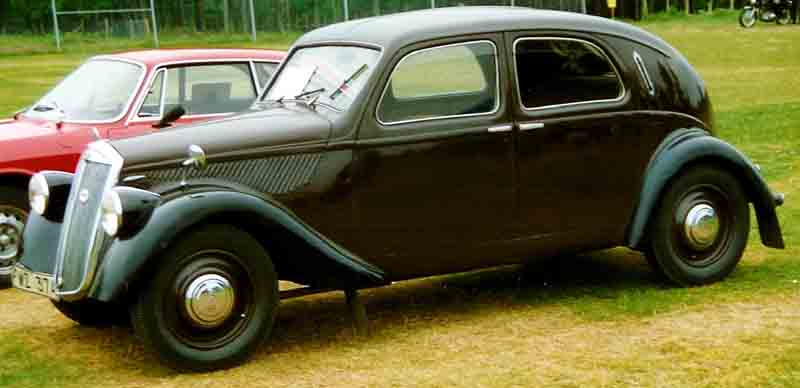
Lancia Aprilia Berlina 1937
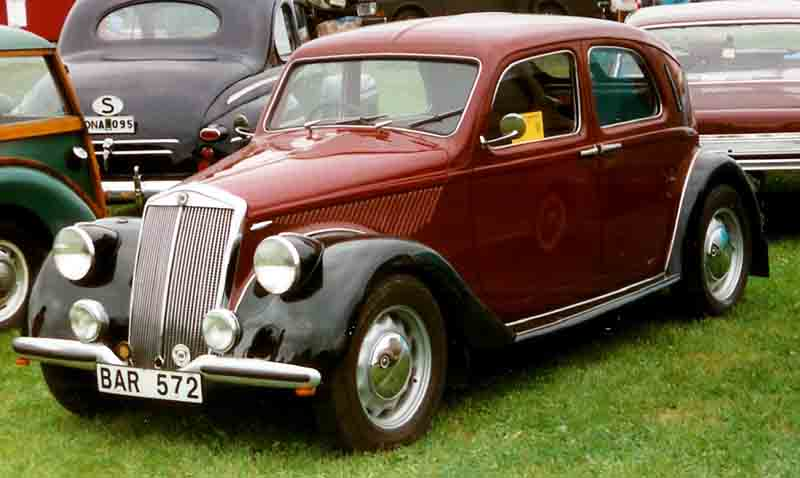
Lancia Aprilia Berlina 1937
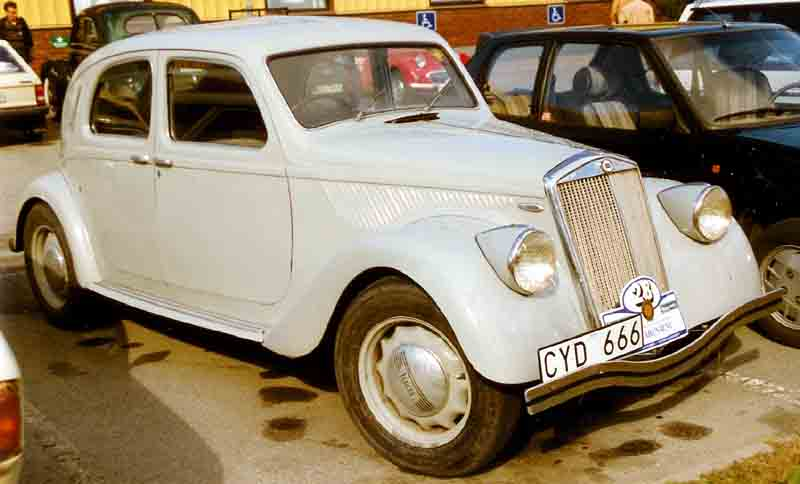
Lancia Aprilia Berlina 1939
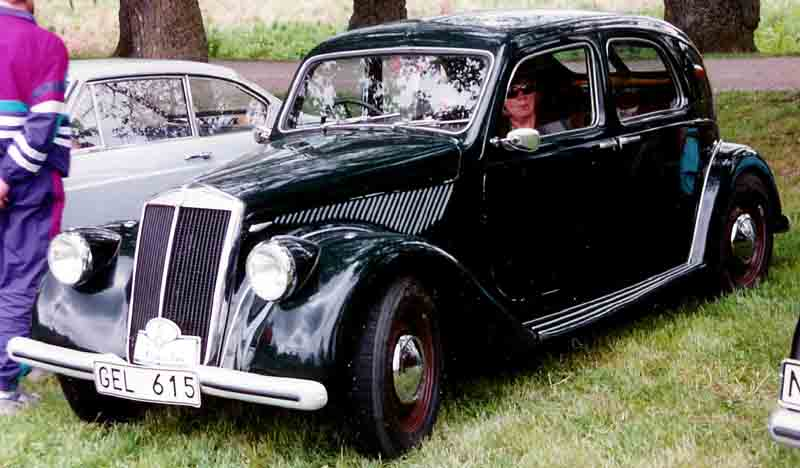
Lancia Aprilia Berlina 1947
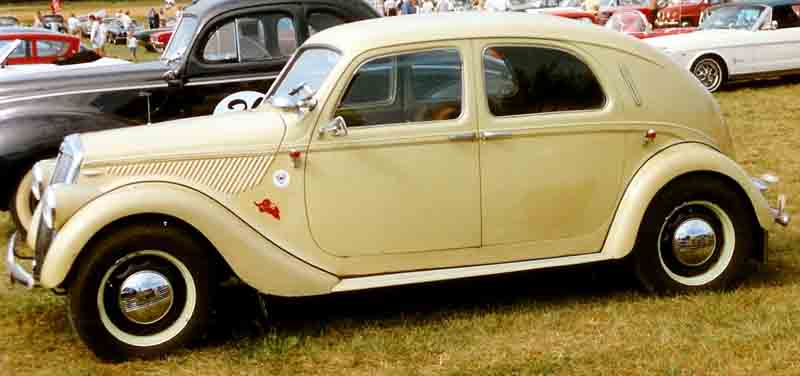
Lancia Aprilia Berlina 1947
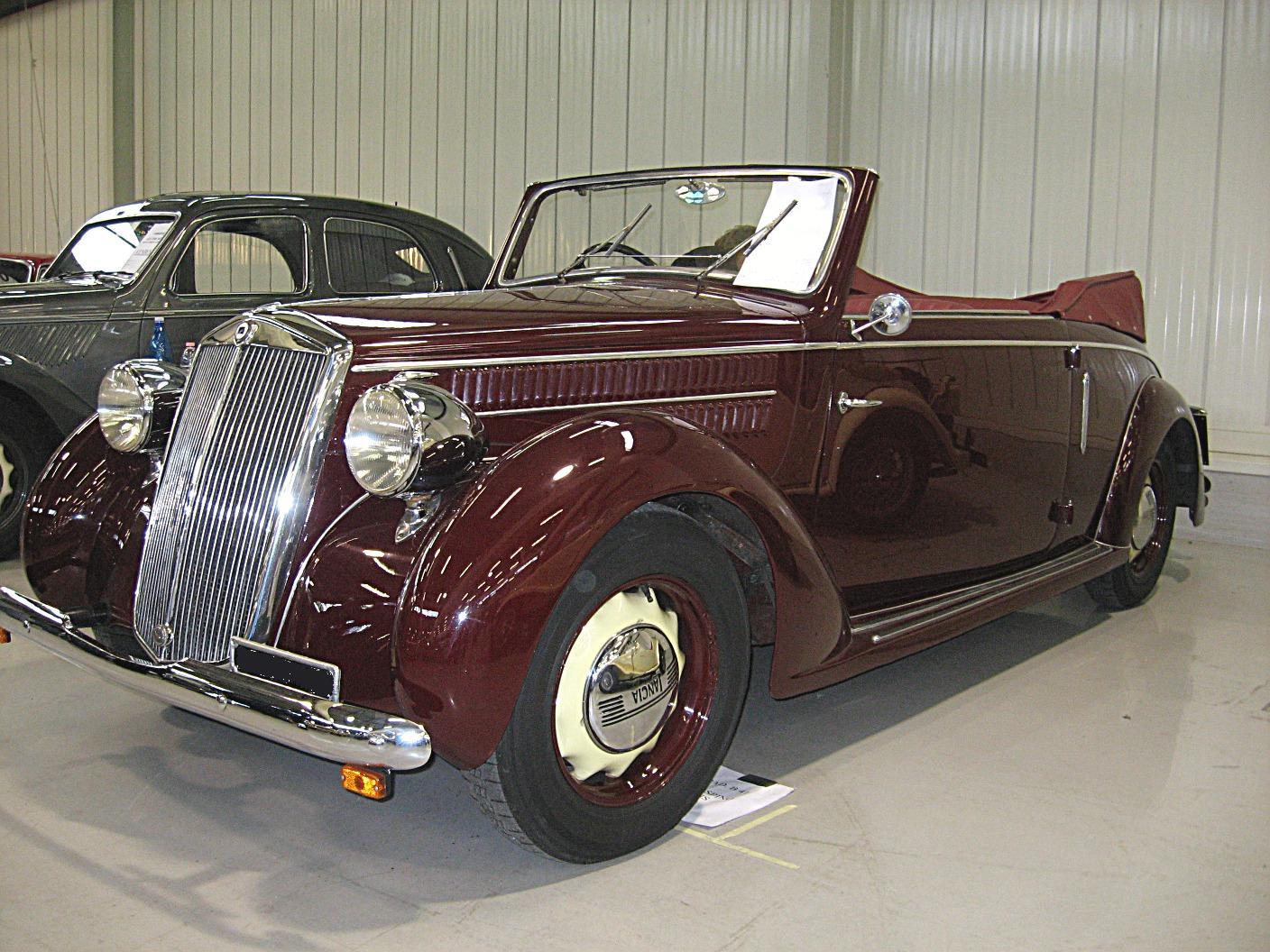
Lancia Aprilia Cabriolet